# Heinkel He 46
El Heinkel He 46 fue un monoplano alemán diseñado en 1931 para realizar misiones de reconocimiento aéreo cercano y enlace. Participó en la guerra civil española y aunque sólo estuvo en servicio con las unidades de primera línea de la Luftwaffe al principio de la Segunda Guerra Mundial, el He 46 sirvió a finales de 1943 en unidades de asalto nocturno (hostigamiento), así como con la Real Fuerza Aérea del Ejército Húngaro y la Real Fuerza Aérea Búlgara. En el bando Republicano fue conocido con el apodo de "La Pava".

## Diseño y desarrollo
En los primeros años 30, las fuerzas armadas alemanas comenzaron a fortalecerse. El RLM (Ministerio del Aire) quería aviones que pudieran ser construidos rápidamente y que fueran capaces de engrosar el inventario de la Luftwaffe con grandes cantidades de aeronaves de entrenamiento. Ernst Heinkel diseñó muchos de estos aviones. El He 46, por ejemplo, fue creado para cubrir las tareas de reconocimiento y cooperación con el ejército de corto alcance para la Luftwaffe.
Tal y como fue diseñado en 1931, el He 46 era un sesquiplano biplaza de construcción mixta. El ala superior estaba aflechada en 10º. Este es un recurso común cuando un cambio en el diseño del avión desplaza el centro de gravedad hacia atrás; en lugar de mover toda el ala hacia atrás para contrarrestar el cambio, es más sencillo angular ligeramente la misma hacia atrás, lo que requiere pocos cambios en el diseño básico, o incluso en la estructura general del ala (las alas similarmente anguladas del Fairey Swordfish se debían justo a un cambio a mitad de programa de la distribución de pesos del avión). El plano de cola fue montado alto y estaba arriostrado por soportes. El tren de aterrizaje era fijo, y la cola estaba equipada con un patín en lugar de una rueda. El prototipo del He 46 voló por primera vez a finales de 1931; sus características de vuelo eran buenas, pero se incorporaron mejoras de diseño. La pequeña ala inferior fue retirada, mientras que el ala principal aumentó su superficie en un 22% y fue arriostrada mediante soportes unidos al fuselaje, transformando el He 46 en un monoplano de ala en parasol. Se añadió un motor más potente al segundo prototipo, y una única ametralladora MG 15 de 7,92 mm en el asiento trasero al tercer prototipo.

### Producción
La producción en serie del He 46 comenzó en abril de 1934 y terminó en diciembre de 1936. En 1938 se construyeron 36 aviones para Hungría.
| Constructor       | Suma |
| ----------------- | ---- |
| EHF               | 233  |
| GFW               | 12   |
| Gotha             | 24   |
| Flugzeugbau Halle | 129  |
| Miag              | 83   |
| Total             | 481  |

## Historia operacional
La producción del He 46 comenzó en 1933. La primera versión de producción, la He 46C-1, presentaba las mejoras añadidas a los prototipos y además podía llevar una cámara o 200 kg de bombas. En 1934 se habían construido alrededor de 500 He 46 y en 1936 todas las alas de reconocimiento aéreo de la Luftwaffe estaban equipadas con el modelo. En septiembre y noviembre de 1936, 28 He 46C-1 fueron cedidos a los Nacionalistas en la guerra civil española, siendo usada una escuadrilla por la Legión Cóndor. En la primavera de 1938, la Luftwaffe comenzó a sustituir gradualmente los He 46 con el Henschel Hs 126, y, por la época de la invasión de Polonia en 1939, solo dos unidades estaban todavía equipadas con el modelo. Por la época en que Alemania invadió Francia en 1940, todos los He 46 habían sido retirados del servicio operativo, aunque continuaron sirviendo en unidades de entrenamiento. Los húngaros, con He 46 suministrados por Alemania, entraron en combate contra la Unión Soviética en 1941 como parte de la Operación Barbarroja, en la que los aviones sirvieron hasta 1943. Los alemanes utilizaron el He 46 en la guerra en 1943, cuando se tomaron aviones de las unidades de entrenamiento para usarlos en unidades Störkampfstaffel del tamaño de un escuadrón para realizar misiones de bombardeo nocturno de hostigamiento sobre la Unión Soviética. En septiembre de 1944, el modelo fue retirado y desguazado.

## Variantes
He 46a
Primer prototipo, biplaza equipado con un motor radial Siemens Jupiter de 450 hp.
He 46b
Segundo prototipo, monoplaza equipado con un motor radial Bramo SAM 22B de 650 hp.
He 46c
Tercer prototipo basado en el He 46b, biplaza armado con una MG 15 de 7,92 mm para defensa.
He 46C-1
Versión inicial de producción, basada en el He 46c, pudiendo llevar 200 kg de bombas y una cámara en la cabina trasera.
He 46C-2
Versión de exportación del He 46C-1 para Bulgaria, equipada con capota de motor NACA, 18 construidos.
He 46D-0
Seis aviones de preproducción con cambios menores respecto el He 46C-1.
He 46E-1
Versión con capota de motor NACA, uno construido.
He 46E-2
Versión de exportación del He 46E-1 para Bulgaria.
He 46E-3
He 46F-1
Avión de entrenamiento de observación desarmado, equipado con motor Armstrong Siddeley Panther de 560 hp y capota NACA.
He 46F-2
Avión de entrenamiento de observación desarmado, equipado con motor Armstrong Siddeley Panther de 560 hp y capota NACA.

## Operadores
Alemania nazi
- Luftwaffe

 Bulgaria
- Real Fuerza Aérea Búlgara

 España

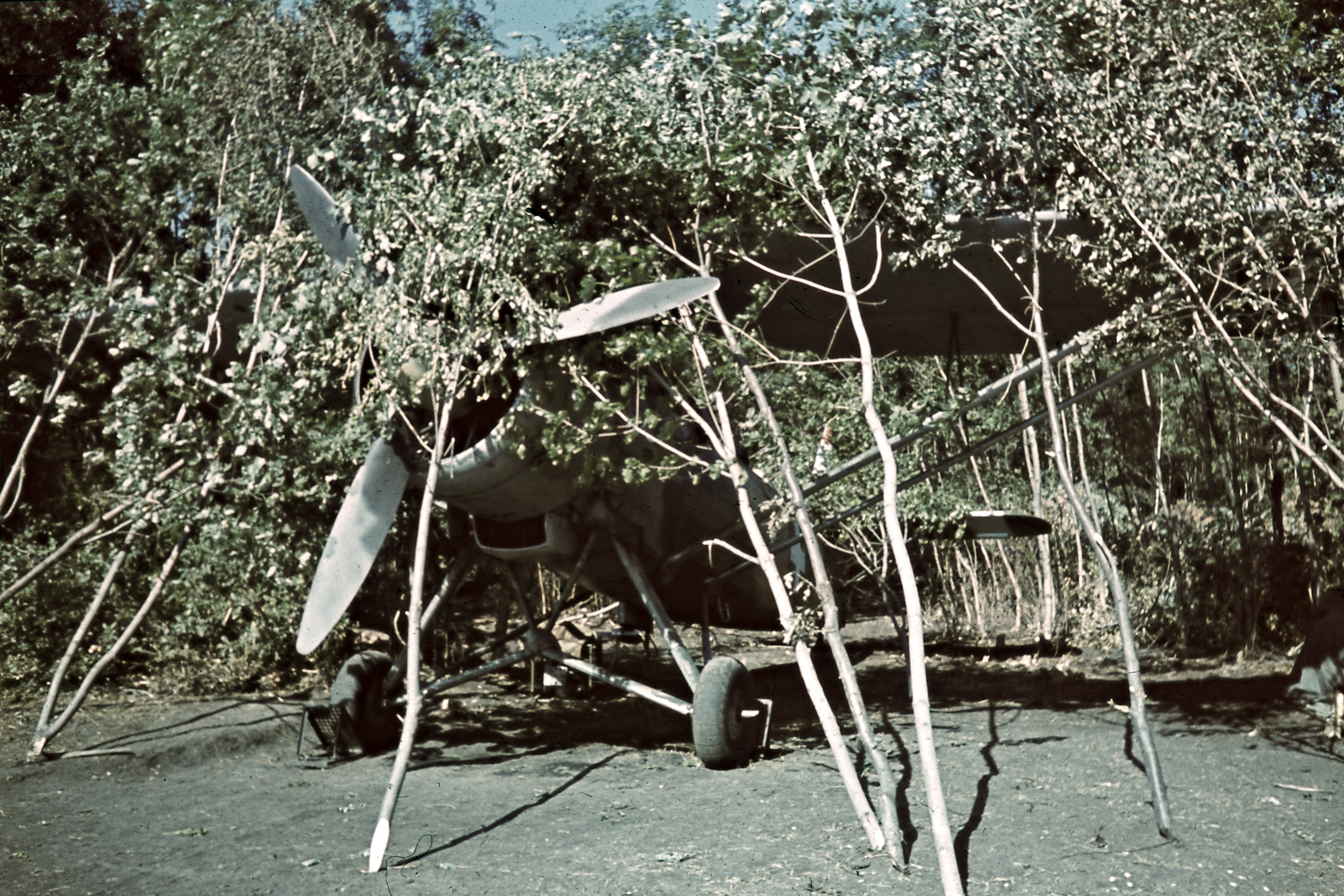
Un He 46 húngaro camuflado.

- Bando sublevado del Ejército del Aire de España

 Hungría
- Real Fuerza Aérea del Ejército Húngaro

## Especificaciones (He 46C-1)
Referencia datos: Kay & Smith, p. 120.

### Características generales
- Tripulación: Dos (piloto y observador/artillero)
- Longitud: 9,5 m (31,2 ft)
- Envergadura: 14 m (45,9 ft)
- Altura: 3,4 m (11,2 ft)
- Superficie alar: 32,2 m² (346,6 ft²)
- Peso vacío: 1765 kg (3890,1 lb)
- Peso cargado: 2300 kg (5069,2 lb)
- Planta motriz: 1× motor radial de 9 cilindros refrigerado por aire Bramo SAM 22B (posteriormente llamado 322B).
  - Potencia: 493 kW (680 HP; 670 CV)
- Hélices: 1× Bipala por motor.

### Rendimiento
- Velocidad máxima operativa (Vno): 250 km/h (155 MPH; 135 kt)
- Alcance: 1000 km (540 nmi; 621 mi)
- Techo de vuelo: 6000 m (19 685 ft)

### Armamento
- Ametralladoras: 

  - 1x MG 15 de 7,92 mm en cabina trasera
- Bombas: 20 de 10 kg

## Aeronaves relacionadas

### Aeronaves similares
- Henschel Hs 126
- Douglas O-43
- Lublin R-XIII
- RWD-14 Czapla
- Westland Lysander
- Polikarpov Po-2

### Secuencias de designación
- Secuencia HD _ (interna de Heinkel para biplanos, antes de 1933): ← HD 43 - HD 44 - HD 45 - HD 46 - HD 49 - HD 50 - HD 55 →
- Secuencia He _ (designaciones del RLM para Heinkel): He 45 - He 46 - He 47 - He 49 - He 50 →
- Secuencia Numérica (designaciones del RLM 1933-1945): ← Fw 43 - Fw 44 - He 45 - He 46/Ju 46 - Fw 47/He 47 - Ju 48 - He 49/Ju 49 →
- Secuencia Numérica (Aeronaves del Ejército del Aire español, 1939-1945): ← 7 - 8 - 9 - 11 - 12 - 14 - 15 →
- Secuencia R._ (Aeronaves de Reconocimiento del Ejército del Aire español, 1945-1954): R.1 - R.2 - R.3 - R.4